# Victoria Rangers Football Club
El Victoria Rangers Football Club fue un club de fútbol de Chile, con sede en la ciudad de Valparaíso. Fue fundado en 1894 y participó de los campeonatos de la Football Association of Chile hasta 1899.

## Historia

Equipo del Victoria Rangers.

El club fue fundado en 1894 por antiguos alumnos del Colegio Mackay and Sutherland y destacados miembros de la colonia británica residente. En 1895 se constituyeron como club, y eleigieron a David Scott como su primer presidente.
Fue uno de los clubes fundadores de la Football Association of Chile, y participantes del primer campeonato de fútbol de la historia de Chile: la Challenge Cup 1896. En dicha edición cayó en el partido de repetición de la semifinal por 1-3 frente a Valparaíso Football Club. El goleador del torneo fue el jugador del Victoria Rangers Heriberto McFadzen, que convirtió 4 goles.
En 1899 se consagró campeón del torneo oficial, mismo año en que dejó de participar de las competencias.

## Palmarés

### Títulos locales
- Campeonato de la Football Association of Chile (1): 1899